# Minerais do Paraná
A Minerais do Paraná (Mineropar)  foi uma empresa pública de direito privado e de economia mista, controlada pelo governo do estado do Paraná e vinculada à Secretaria de Estado da Indústria, fundada em 1977 para prestar serviços na área de mineração e geologia.

## História
O primeiro programa de levantamentos geológicos sistemáticos no Paraná foi criado em 1964 com a Comissão da Carta Geológica do Paraná, coordenada por João José Bigarella. Na década de 1970 o Governo do Paraná ampliou o interesse de aproveitamento dos recursos minerais no estado e em 1977 foi criado a Minerais do Paraná SA – Mineropar.
A Mineropar tinha como principal objetivo fomentar a indústria mineral do Paraná, realizando levantamentos geológicos e indicando o aproveitamento econômico. A instituição atuou como agente de fomento técnico à indústria mineral de interesse regional, contribuindo com informações geológicas, aplicáveis ao planejamento e gestão do uso e ocupação do solo.
Em 2014 a Minerais do Paraná passou do modelo capital público e privado, para uma empresa pública, recebendo o nome de Serviço Geológico do Paraná (Mineropar). Em 2017 uma iniciativa governamental incorporou toda a estrutura da Mineropar ao Instituto de Terras, Cartografia e Geociências (ITCG). Em 2020 o Instituto Ambiental do Paraná (IAP) incorporou o Instituto de Terras, Cartografia e Geologia (ITCG), dando origem ao Instituto Água e Terra (IAT).